# Dolly Molina de Vargas

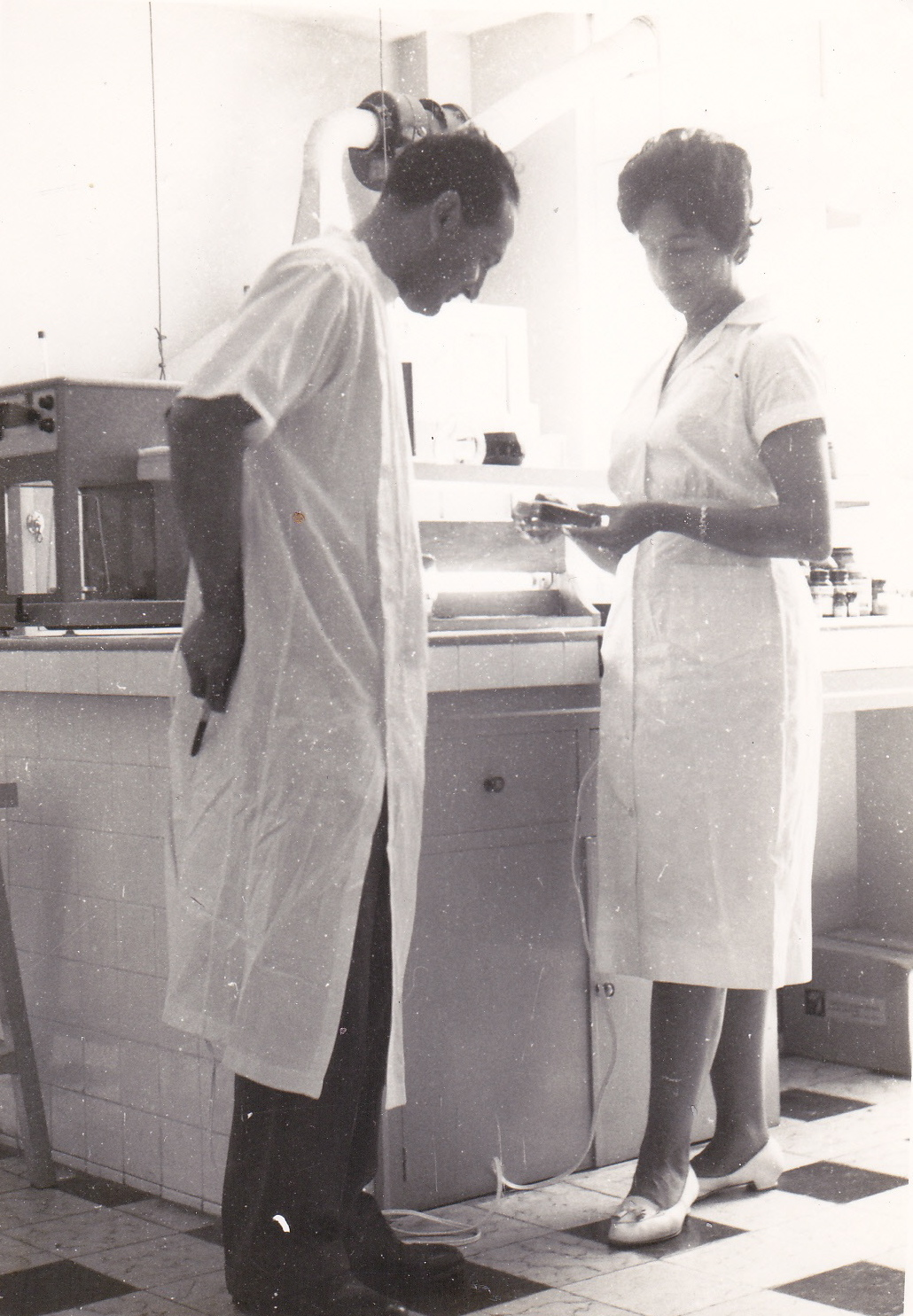
Dolly Molina Laboratorio U de A.

María Dolores Molina de Vargas (Belmira, Antioquia, 3 de abril de 1933 - Medellín, 17 de septiembre de 1996) fue una atleta y química farmacéutica colombiana, esposa del médico y político antioqueño, Virgilio Vargas Pino, con quien tuvo 3 hijas. Se destacó en el campo del deporte y dedicó sus menesteres profesionales a la farmacopea y la salud pública.

## Historia
Estudió el bachillerato en el Instituto Isabel La Católica (Centro Formativo de Antioquia CEFA). Química farmacéutica de la Universidad de Antioquia. Magíster en Salud Pública, especializada en Microbiología e Higiene de Alimentos en la Universidad de Caracas y Lima, Tecnología de alimentos en la Universidad de Corea. Profesora Universitaria, Decana Asociada de la Facultad de Ciencias y Humanidades de la Universidad de Antioquia. Fundadora del Laboratorio Tecnimicro. 
Sobresalió en el campo del deporte especialmente en Atletismo y Baloncesto. Campeona en el lanzamiento de Jabalina en ocho torneos nacionales de atletismo; Subcampeona Nacional en Lanzamiento de Bala en tres oportunidades, destacada en el concierto nacional de Lanzamiento de Disco. 
Representó a Colombia en el campo internacional en los VII Juegos Centroamericanos y del Caribe en México, 1954, en el XIX Campeonato Suramericano de Atletismo en Santiago de Chile en 1956 y en el XXII Campeonato Suramericano de Atletismo realizado en Cali, 1963. 
Batió récords nacionales en los lanzamientos de Jabalina y Bala con marcas que la distinguieron internacionalmente. En el campo departamental se conservó invicta en las competencias de Jabalina y Bala en que participó y en múltiples oportunidades fue triple campeona de Jabalina, Bala y Disco. En baloncesto conformó el Equipo Lavandería Tropical que conquistó el campeonato nacional.

## Distinciones
- Campeonato Nacional Femenino de Básquetbol. Equipo Lavandería Tropical, 1951.
- Primer lugar Jabalina. Campeonato Nacional de Atletismo. Bogotá, enero 1954.
- Primer lugar Jabalina. VII Juegos Atléticos Nacionales. Cali, julio 1954.
- Participante Séptimos Juegos Deportivos Centroamericanos y del Caribe, México, marzo 1954.
- Primer lugar Jabalina. IX Campeonato Nacional de Atletismo. Cali, octubre, 1955.
- Torneo Atlético Silvia González. Primera marca nacional para lanzamiento de jabalina: 37,9 m 25 de marzo de 1956.
- Torneo Departamental de Atletismo. Segunda marca nacional para lanzamiento de bala: 9,75 m 26 de junio de 1956.
- Participante XIX Suramericano de Atletismo, Santiago de Chile, abril 1956. Quinto lugar en Jabalina.
- Primer lugar Jabalina. XII Campeonato de Atletismo. Barranquilla, octubre 1963.
- Primer lugar Jabalina. XVI Campeonato de Atletismo. Cali, abril 1963.
- Participante XXII Campeonato Suramericano de Atletismo. Cali, 1963.
- Condecoración Estrella de Antioquia en grado oro otorgada por la Gobernación de Antioquia el 20 de julio de 1978.